# Pentium Pro
Pentium Pro je první procesor 6. generace architektury x86 vyráběný firmou Intel (mikroarchitektura Intel P6, též označována jako i686), představen byl v listopadu 1995. Původně měl úplně nahradit stávající procesor Pentium, ale později byl jeho cílový segment zúžen na serverové a jiné high-end použití. Pentium Pro mohl být osazen i do dvou a čtyř procesorových systémů. Zasazoval se do velkých obdélníkových patic Socket 8. Pentium Pro byl plně optimalizovaný pro 32bitové aplikace, v nich byl o 25–35 % rychlejší než Pentium na stejné frekvenci, v 16bitových aplikacích byl rychlejší pouze o cca 20%, což velmi sráželo jeho přínos uživatelům vzhledem k tomu, že tehdy nejrozšířenější operační systém Windows 3.11/Windows 95 a MS-DOS byly ve velké míře pouze 16bitové a skutečných čistě 32bitových aplikací a operačních systémů nebylo mimo profesionální sféru mnoho.[zdroj?]

## Vlastnosti
- základní frekvence FSB je 60 nebo 66 MHz
- pomocí násobiče je frekvence vnitřních hodin převáděna na 150–166–180–200 MHz (zkušební vzorky 133 MHz)
- L1 přímo v procesoru
- v pouzdře CPU cache L2 (256 kiB, 512 KiB nebo 1 MB) na jedné nebo dvou samostatných dies dle kapacity spojených s vlastním procesorem interní rychlou datovou sběrnicí
- DS 64bit, AS 36bit

## Hlavní vylepšení
- PAE – rozšíření dostupné paměti až na 64 GB, i když pro jeden proces je možné lineárně alokovat stále jen 4 GB
- Pipelining – zřetězené provádění strojových instrukcí, které urychluje běh programu (z 5 na 14)
- spekulativní provádění instrukcí mimo pořadí (souvisí s pipeline a skoky)
- instrukce CMOV – podmíněné kopírování bloků dat
  - využívaná zejména v distribucích Linuxu, kde jsou takto optimalizované binární soubory označeny jako i686
  - takto optimalizované programy nemohou být kvůli této instrukci spuštěny na starších procesorech (Pentium MMX, Pentium, i486, i386)

## Význam optimalizace
Reálný význam optimalizace pro Pentium Pro závisí na schopnostech kompilátoru. V Linuxu se používá kompilátor GCC, který historicky poskytoval významná zlepšení pouze u některých specifických částí linuxových distribucí. Proto velké distribuce (například Fedora) obsahují pouze několik optimalizovaných balíčků: linuxové jádro (kernel), základní knihovny GNU C Library (glibc), nástroje pro šifrování (openssl) a někdy i pro kompresi dat. S postupem schopností optimalizace kompilátoru a příchodem nových specifických procesorů (například Intel Atom) bude současná distribuce Fedory kompletně převedena na i686 a nebude podporovat starší procesory.